# Долинський Вітольд
Долинський Вітольд (27 грудня 1880, Дуліби — 11 березня 1955, Гданськ) — архітектор.

## Біографія
Народився 27 грудня 1880 року в селі Дуліби (тепер Бучацького району Тернопільської області) в родині архітектора Івана Долинського. Мав двох братів та двох сестер. 1910 року закінчив архітектурний факультет Львівської політехніки. У 1915—1939 роках працював інженером технічного департаменту міської ради.
1904 року експонував у Львівській політехніці проєкти стінних розписів на виставці Спілки студентів архітектури.
1918 року увійшов до технічно-артистичної ради щойно створеного Бюро спілки архітекторів, яке планувало виконувати роботи при повоєнній відбудові краю. Від 1922 року спільно зі скульпторами Яном Нальборчиком та Юліушем Белтовським здійснював мистецький нагляд за будівництвом Цвинтаря орлят. Відтоді ж спільно з Ігнатієм Дрекслером очолював комісію, яка наглядала за мистецьким рівнем надгробків, встановлюваних на Личаківському цвинтарі. Досліджував скульптуру Личаківського цвинтаря. Видав книжку «Личаківський цвинтар у 1800-х» (Cmentarz Łyczakowski w latach 1800-nych, 1929), ілюстровану власними рисунками на 23 таблицях.
1925 року став членом Політехнічного товариства у Львові.
1944 року виїхав до Польщі. Помер 1955 року у Гданську.
Роботи
- Конкурсний проєкт українського театру на нинішній площі Шашкевича у Львові (1905).[8]
- Проєкт павільйону Залізного лицаря на проспекті Свободи у Львові (1916).[1]
- Павільйон фірми «Eta» на Східних торгах у Львові (1921).[1]
- Вілла на вулиці Самчука, 15 у Львові (1924).[1]
- Каплиця в Дитятині (1925). Приписується Долинському через подібність із каплицею у Пнятині.[6]
- Каплиця Матері Божої Королеви Корони Польської у Пнятині. Проєкт 1926 року, реалізований до 1928, витриманий у формах модернізованого бароко.[6]
- Реконструкція краєвиду Львова XVIII століття, базована на архівних матеріалах і графічних пам'ятках. Зберігається у Львівському історичному музеї. Лягла в основу діорами, виконаної Зигмунтом Розвадовським і Станіславом Яновським, експонованої на загальній виставці в Познані 1929 року. Пізніше експонувалась в окремому павільйоні на Східних торгах.[9]
- Реконструкція вигляду львівської ратуші у XVII столітті (створена не пізніше 1936). Зберігається у Львівському історичному музеї.[10]
- Проєкт реставрації фасаду Двору Артуса у Гданську. Виконаний 1950 року, реалізований до 1952.[11]
- Долинський, можливо, був автором первинного проєкту реконструкції палацу Корнякта на площі Ринок у Львові. Модифікованого і реалізованого Вавжинцем Дайчаком.[12]